# Gullavatjärnen
Gullavatjärnen är en sjö i Bodens kommun i Norrbotten och ingår i Luleälvens huvudavrinningsområde. Sjön har en area på 0,0313 kvadratkilometer och ligger 20 meter över havet.